# Генітальна гра
Генітальні ігри — типова поведінкою раннього дитинства дослідження геніталій, яка відрізняється від аутоеротичної стимуляції. Поведінка є частиною нормативного періоду в житті дитини, коли вона досліджує своє тіло різними способами, в тому числі граючи в лікаря з іншими дітьми. Така поведінка є частиною нормативного періоду, коли діти досліджують усе своє тіло, і деякі психологи навіть припускають, що ігри з статевими органами є ознакою здорового психосексуального розвитку. Хоча генітальні ігри рідко можуть перерости безпосередньо в мастурбацію, дорослі іноді неправильно сприймають таку поведінку безпосередньо як мастурбацію.

## Особливість
Дитина досліджує різні частини свого тіла, щоб зрозуміти себе як особистість. Це також є частиною ширшого дослідження навколишнього світу, в якому власне тіло відіграє центральну роль як дім свідомості. Так само, як дитині необхідно усвідомити, що у неї є ніс, пальці на руках і ногах, вуха і пальці на ногах, вона повинна усвідомити і всі інші частини свого тіла.

### Спілкування та ставлення
Дозволяючи дитині самостійно та в безпечному контексті відкрити своє власне тіло, батьки дозволяють цьому стати частиною природного процесу. Якщо, з іншого боку, батьки прибирають руки дитини від статевих органів, але дозволяють їй відкрити інші частини тіла, батьки надсилають заплутане повідомлення, яке може негативно вплинути на зовнішній вигляд дитини та подальший сексуальний розвиток. Немовля рідко усвідомлює статеву природу геніталій, тому дослідження є безумовним. Розвиваючи розуміння власного тіла, дитина може створити кращий образ себе, краще захистити себе від сексуального насильства та легше розвивати здорові стосунки з іншими.
Дозволяючи пізнати власне тіло, дитина також краще підготовлена і може легше зрозуміти природу сексуальних повідомлень, з якими вона пізніше стикається через контакти з іншими або через різні засоби масової інформації. Це може запобігти непорозумінням і безвідповідальній сексуальній поведінці. Відкрите та підтримуюче ставлення з боку батьків також сприяє більш довірчим стосункам між батьками та дитиною в цілому.

### Тілесна реакція
Статеві органи маленької дитини можуть реагувати на різні подразники, і буває, що ерекція у немовлят (як хлопчиків, так і дівчаток) може виникнути у зв'язку з годуванням груддю або зміною підгузників. Як правило, немовля не може розрізняти статеві та нестатеві функції організму, тому задоволення, пов’язане з годуванням грудьми або теплою ванною, може впливати на все тіло дитини.

## Розвиток
Генітальні ігри зазвичай починаються у хлопчиків у віці від шести до семи місяців, а у деяких дівчаток у віці від десяти до одинадцяти місяців.  Це може відбуватися поодинці або в групах, іноді використовуються ляльки та інші предмети. Гра може тривати в ранньому дитинстві.
Коли дитині виповнюється приблизно шість років, починається латентний сексуальний період, у якому може бути деяка приватна мастурбація. Латентна фаза закінчується, коли дитина у віці десяти років переходить у підлітковий період.

### Дослідження в групах
Пізніше в дитинстві дуже часто діти беруть участь у різних видах ігор, в яких вони досліджують тіла один одного, що можна назвати іграми в лікарів або іграми в доктора. Частково це пов'язано з тим, що діти усвідомлюють, що вони різні і що існують фізичні відмінності між дівчатками і хлопчиками. Причиною групових генітальних ігор є загальна цікавість до своїх та чужих геніталій. Часто діти просто лягають один на одного, але діти, які зазнали сексуального насильства, можуть бути більш відвертими у своїх іграх.

## Проблеми
Іноді статеві ігри дитини можуть бути проблематичними. Це може бути, якщо:
- є маніакальним, і дитина не може бути спрямована на іншу поведінку
- заважати іншим людям
- завдає емоційного чи фізичного болю самій дитині чи оточуючим
- пов'язане з фізичною агресією
- передбачає примус або насильство
- включають набагато молодших або незрілих дітей
- імітує сексуальні ігри дорослих

## Подальше читання
- Judd Marmor (January 1995). Modern Psychoanalysis: New Directions and Perspectives. ISBN 9781412828864.